# Wojciechów (gemeente)
De gemeente Wojciechów is een landgemeente in het Poolse woiwodschap Lublin, in powiat Lubelski.
De zetel van de gemeente is in Wojciechów.
Op 30 juni 2004 telde de gemeente 5878 inwoners.

## Oppervlakte gegevens
In 2002 bedroeg de totale oppervlakte van gemeente Wojciechów 80,92 km², waarvan:
- agrarisch gebied: 88%
- bossen: 6%

De gemeente beslaat 4,82% van de totale oppervlakte van de powiat.

## Administratieve plaatsen (sołectwo)
1. Nowy Gaj

1. Stary Gaj

1. Góra

1. Ignaców

1. Halinówka

1. Łubki

1. Łubki-Kolonia

1. Łubki-Szlachta

1. Maszki

1. Maszki k. Wojciechowa

1. Miłocin

1. Palikije I

1. Palikije Drugie

1. Stasin

1. Sporniak

1. Szczuczki

1. Szczuczki VI Kolonia

1. Wojciechów cz. I

1. Wojciechów cz. II

1. Wojciechów-Kolonia Pierwsza

1. Wojciechów-Kolonia Piąta

## Overige plaatsen
Cyganówka, Czajki, Olszyny, Romanówka, Saganów, Tomaszówka, Zagrody.

## Demografie
Stand op 30 juni 2004:
| Omschrijving                   | Totaal | Totaal | Vrouwen | Vrouwen | Mannen | Mannen |
| ------------------------------ | ------ | ------ | ------- | ------- | ------ | ------ |
| eenheid                        | aantal | %      | aantal  | %       | aantal | %      |
| inwoners                       | 5878   | 100    | 2999    | 51      | 2879   | 49     |
| bevolkingsdichtheid (inw./km²) | 72,6   | 72,6   | 37,1    | 37,1    | 35,6   | 35,6   |

In 2002 bedroeg het gemiddelde inkomen per inwoner 1187,33 zł.

## Aangrenzende gemeenten
Bełżyce, Jastków, Konopnica, Nałęczów, Poniatowa, Wąwolnica